# Georgie Auld
Pour les articles homonymes, voir Auld.
Georgie Auld, de son vrai nom John Altwerger, né à Toronto au Canada le 19 mai 1919 et mort à Palm Springs en Californie le 8 janvier 1990, est un saxophoniste ténor, alto et soprano, et chef d'orchestre de jazz canadien.

## Biographie

### Jeunesse
Georgie Auld étudie le saxophone alto, puis, après l'écoute de Coleman Hawkins, le ténor (1935-36), date à laquelle il obtient son premier engagement professionnel.
Saxophone chez Bunny Berigan (1937-38), chez Artie Shaw en 1938, chez Jan Savitt (1940), puis chez Benny Goodman. Dans l'orchestre de Benny Carter, il accompagne Billie Holiday en 1940, et enregistre les premiers titres sous son nom.

### Big band
De nouveau chez Artie Shaw en 1941, il redevient en 1943 leader d'un big band sur le modèle de Count Basie. Il enregistre de nombreux titres, mais malgré la présence de solistes importants, parmi lesquels Dizzy Gillespie, Trummy Young, Al Killian, Joe Albany, Serge Chaloff, Al Porcino, Coleman Hawkins ou Howard McGhee et d'arrangeurs talentueux, Manny Albam, Al Cohn, Neal Hefti, Gerry Mulligan, il reste dans une semi obscurité.

### Après 1950
Sa carrière devient chaotique par suite de nombreux problèmes pulmonaires. Il est pourtant sideman chez Billy Eckstine, chez Count Basie, chez Woody Herman et maints autres et dirige dans les années 1950 de nombreuses formations comportant artistes West Coast et beboppers, mais devient propriétaire d'un club en Californie, puis revient à New York pour s'installer à Las Vegas.
II enregistre beaucoup sur un tapis de cordes et un groupe vocal, revient enfin à des groupes plus restreints pour deux disques en 1963. En 1977, il contribue au film New York, New York réalisé par Martin Scorsese, en tant qu'acteur et conseiller technique. Pour ce film, il interprète également les solos joués à l'écran par Jimmy Doyle, le personnage interprété par Robert De Niro. Puis rien de notable dans sa production jusqu'à son décès des suites d'un cancer au poumon.

## Style
Auld est un saxophoniste hawkinsien (son ample et chaleureux, swingant), mais qui a su intégrer d'autres influences (celles d'Hodges, Carter, Young, Webster, et jusqu'à ses cadets (jeunes loups bebop, Stan Getz).